# Metaverpulus hirsutus
Metaverpulus hirsutus is een hooiwagen uit de familie Sclerosomatidae.